# Rivière L'Assomption
Rivière L'Assomption är ett vattendrag i Kanada.   Det ligger i provinsen Québec, i den sydöstra delen av landet, 180 km öster om huvudstaden Ottawa.
I omgivningarna runt Rivière L'Assomption växer i huvudsak barrskog. Runt Rivière L'Assomption är det tätbefolkat, med 397 invånare per kvadratkilometer.